# Neudenau
Neudenau (tiếng Đức: [ˈnɔɪ̯dənaʊ̯] ⓘ) là một thị xã ở huyện Heilbronn, Baden-Württemberg, Đức. Đô thị này tọa lạc bên sông Jagst, 17 km về phía bắc của Heilbronn. Đô thị này có diện tích 32,91 km², dân số thời điểm 31 tháng 12 năm 2020 là 5302 người.